# Onychiurus fimetarius
Onychiurus fimetarius är en urinsektsart som först beskrevs av Carl von Linné 1758.  Onychiurus fimetarius ingår i släktet Onychiurus, och familjen blekhoppstjärtar. Arten är reproducerande i Sverige.